# Касса самообслуживания
Касса самообслуживания (англ. self-checkout; сокр. КСО) — электронно-механическое устройство, позволяющее автоматизировать процесс самообслуживания при оплате товара в магазинах розничной торговли. Такие устройства являются альтернативой традиционным кассам розничных сетей. Наиболее часто применяется в больших продуктовых магазинах и супермаркетах.

## История
Первый в мире магазин с кассами самообслуживания начал работать в 1992 году в супермаркете сети Price Chopper в Нью-Йорке.
Систему изобрёл доктор Ховард Шнайдер и получил на неё в 1992 году патенты в США. Шнайдер назвал кассу самообслуживания «пороботc» (англ. роrobots), считая, что новый класс сервисных роботов станет платформой для его идей в области искусственного интеллекта.
Компания «Оптимал роботикс» (англ. Optimal Robotics) была основана в Монреале в 1991 году (в гараже Шнайдера) и конструировала, собирала и продавала эти устройства.
В 1997 году NCR — известная корпорация в сфере производства торгового оборудования — создала первый прототип своей машины самопроверки.
К 2003 году эти автоматы получили широкое распространение, поставляясь в комплектации с большинством оборудования NCR, Fujitsu/ICL и IBM.
RBR прогнозирует, что общее число установленных во всем мире устройств Self-Checkout вырастет с 170 тысяч в 2012 году до 320 тысяч в 2018 году.

## Принцип действия
Касса самообслуживания позволяет покупателю самостоятельно сканировать, упаковывать и оплачивать покупки. Процесс покупки начинается со сканирования товара и перемещения его на специальную весовую платформу. Она контролирует правильность сканирования товаров. Например, если покупатель просканирует один товар, а на принимающей весовой платформе окажется другой — это будет распознано как ошибка, и покупателю будет предложено положить на принимающую платформу просканированный товар.
Работа с весовым товаром идентична работе на весах самообслуживания в торговом зале магазина.
Оплата товара производится на месте — обычно терминалы самообслуживания принимают и наличные, и банковские карты. Некоторые терминалы также умеют обрабатывать скидочные карты и карты лояльности. В конструкции касс с выходными воротами покупатель сканирует чек и только после этого выходит из зоны самообслуживания. Как правило, в зоне самообслуживания находится помощник, который следит за происходящим на кассах и отвечает на вопросы покупателей. Если возникли подозрения, он может попросить покупателя показать чек и сверить его с покупками.

## Преимущества
Вместо одной кассы с кассиром на той же площади устанавливается 4—6 касс самообслуживания. Это позволяет магазинам экономить на персонале и более гибко выстраивать график работы касс. Кроме того, это увеличивает пропускную способность магазина и уменьшает очереди. Некоторые магазины устанавливают кассы самообслуживания, чтобы разделить поток покупателей — покупатели с небольшим числом товаров в корзине не стоят в общей очереди с покупателями с тележками, заполненными продуктами.

## Кражи на кассах самообслуживания
Кассы самообслуживания могут провоцировать людей на воровство. Несканирование всех приобретаемых товаров является распространённой формой воровства в магазинах с кассами самообслуживания. Это может произойти невинно, когда покупатель сканирует только один товар из акции «купи один, получи второй бесплатно», или преднамеренно со злым умыслом.
Другая распространённая форма кражи — подлог, то есть сканирование дорогого товара с использованием штрих-кода от более дешёвого, возможно с переклеиванием этикетки.
Если покупатель быстро проводит товар через оптический сканер, то тот может не засчитать товар, если покупатель закрыл штрих-код рукой или пальцем.
Магазины применяют различные методы предотвращения краж. Весовые датчики касс самообслуживания фиксируют несовпадение фактического веса товара с заявленным по штрихкоду. На всех кассах самообслуживания используются камеры видеонаблюдения, которые контролируются охранниками и/или специальной системой контроля с искусственным интеллектом, которые обнаруживают пропуск сканирования или подлог. Например, в 2020 году в сети магазинов «Kroger» установили новые системы, которые, обнаружив пропуск сканирования, показывают на экране терминала соответствующее видео, предоставляя покупателю возможность исправить свою ошибку, а если он этого не делает, то уведомляется охранник магазина. Кроме того, современные системы кассового контроля с искусственным интеллектом могут распознавать товары визуально и сравнивать их с проходящими по чеку. Поэтому попытки выдать авокадо за яблоки не проходят. Некоторые магазины оснащают свои терминалы самообслуживания системой видеонаблюдения, которая отображает на экране лицо покупателя как свидетельство видеофиксации. Это предназначено для отпугивания воров, но также может быть использовано системой распознавания лиц для идентификации преступников из базы данных полиции.

## Альтернативные системы
Альтернативная система состоит из портативного сканера штрихкода, который используется клиентом для сканирования и упаковки товаров при совершении покупок. Когда клиент завершил выбор покупок, он подходит к пункту контроля, где информация из сканера штрихкода загружается в киоск, обычно в сочетании с картой лояльности покупателя. Клиент платит и получает квитанцию в этом киоске. Целостность системы поддерживается с помощью случайных проверок или же RFID.
Количество краж при этом механизме уменьшаются благодаря сочетанию высокого входного барьера и периодических проверок покупок клиентов, когда выбранных наугад покупателей просят пройти к специальной кассе, где производится сканирование их покупок обычным способом.